# Benjamín Prado Casas
Benjamín Prado Casas (Valparaíso, 4 de enero de 1926-Concón, 7 de marzo de 2022) fue un abogado y político chileno, militante de la Falange Nacional (FN) y de su sucesor, el Partido Demócrata Cristiano (PDC), siendo presidente de este último entre 1970 y 1971. Se desempeñó como intendente de la antigua provincia de Valparaíso durante el gobierno del presidente Eduardo Frei Montalva entre 1964 y 1965. Luego, ejerció como senador de la República en representación de la 3ª Agrupación Provincial (Aconcagua y Valparaíso), durante dos períodos consecutivos desde 1965 hasta 1973.

## Biografía
Nació en Valparaíso el 4 de enero de 1926, hijo de Manuel Prado Llanos y Teresa Casas Zavala. Realizó sus estudios secundarios en el Liceo Eduardo de la Barra. Luego, cursó los superiores en la Escuela de Derecho de la Universidad de Chile, titulándose como abogado en 1949.
Una vez egresado, ejerció su profesión en Valparaíso, como abogado del Servicio Nacional de Aduanas (SNA). Luego, se desempeñó como director nacional de Aduanas. Fue profesor de economía política en la Escuela de Derecho de la Universidad Católica de Valparaíso, y en la Escuela de Ciencias Políticas y Sociales de la Universidad de Chile, además de profesor de la Escuela de Vistas de Aduanas.
Desde 1977 se dedicó a su profesión, manteniéndose al margen de la actividad política. Ejerció como abogado en Valparaíso y Santiago, en el estudio jurídico Fuentes & Asociados.
Se casó con Silvia Enilde Traverso Nogara y tuvieron siete hijos.

## Carrera política
Inició sus actividades políticas cuando fue electo presidente de la Federación de Estudiantes Secundarios y posteriormente, de la Federación de Estudiantes de la Universidad de Chile (FECh). Más adelante, se incorporó a la Falange Nacional (FN) y en 1957 al Partido Demócrata Cristiano (PDC), en el que ocupó los cargos de presidente provincial, consejero nacional y vicepresidente nacional.
En 1964 fue el primer intendente de Valparaíso designado por el presidente Eduardo Frei Montalva, cargo que ocupó hasta 1965, cuando resultó electo senador por la 3ª Agrupación Provincial de Aconcagua y Valparaíso en la elección complementaria realizada el 7 de marzo de 1965, por el período 1965-1969. Asumió su cargo en reemplazo de Radomiro Tomic, quien cesó en su representación senatorial tras aceptar el cargo de embajador de Chile ante los Estados Unidos el 4 de marzo de 1965. Juró el 21 de mayo de ese mismo año, junto con iniciarse el 45.º periodo legislativo. Integró la Comisión Permanente de Obras Públicas.
Luego, fue elegido como senador propietario en las elecciones parlamentarias de 1969, fue senador reemplazante en la comisión permanente de Gobierno; en la de Economía y Comercio; en la de Defensa Nacional y en la de Salud Pública. Entre las mociones presentadas durante su gestión que se convirtieron en ley están: la Ley N° 17.202 de 29 de noviembre de 1969 sobre modificación relativa a sufragio a ciudadanos no videntes.
Entre 1970 y 1971 fungió como presidente nacional del PDC, cargo en que enfrentó la derrota de Tomic en la elección presidencial de 1970, y promovió la posterior ratificación de Salvador Allende como presidente de Chile con los votos del partido, tras la firma del llamado «Estatuto de Garantías Democráticas».
Fue reelegido como senador en las elecciones parlamentarias de 1973, por el periodo 1973-1981. Sin embargo, no logró completar su periodo tras el golpe de Estado del 11 de septiembre de 1973, que puso término anticipado al período legislativo por medio del Decreto Ley N° 27, del 21 de septiembre de 1973, que a su vez, disolvió el Congreso Nacional. Prado se manifestó a favor de la dictadura militar dirigida por el general Augusto Pinochet.
Falleció el 7 de marzo de 2022, en la comuna de Concón. Sus funerales se realizaron a las 13:30 horas, en el cementerio Parque del Mar de dicha comuna.